# Festival international
 (janvier 2021).
Si vous disposez d'ouvrages ou d'articles de référence ou si vous connaissez des sites web de qualité traitant du thème abordé ici, merci de compléter l'article en donnant les références utiles à sa vérifiabilité et en les liant à la section « Notes et références ».
Le Festival international (en espéranto : La Internacia Festivalo) ou IF (prononciation en espéranto : Ifo) est une rencontre traditionnelle organisée en fin d'année pour des espérantophones de 25 à 55 ans. Elle a lieu chaque année dans une ville différente d'Allemagne.

## Présentation
Les trois premières IF se sont déroulées à partir de 1979 dans le cadre du Séminaire international (Internacia Seminario) de la Jeunesse espérantiste allemande (Germana Esperanto-Junularo). Ont suivi quelques années d'interruption. À l'initiative de la direction de l'association allemande d'espéranto, depuis 1987, l’IF est organisée comme une rencontre indépendante.
En plus des conférences et débats sur le thème officiel de la rencontre, sont proposés des conférences d'ordre général, des excursions, des concerts et des programmes de distraction. L'apogée de l’IF est traditionnellement le bal de la Saint-Sylvestre. Le foyer de l’IF où l'on se rassemble pour discuter autour d'une boisson se nomme, autant par tradition que par dérision, la knajpo, mot en espéranto à prononcer comme « knaïpô » qui vient du mot allemand die Kneipe signifiant « le troquet ».
Il arrive parfois que des rencontres suscitées par l'académie internationale des sciences de Saint-Marin se greffent sur l’IF.
Depuis de nombreuses années, l'organisateur de l’IF est Hans-Dieter Platz, également appelé HDP (prononcé en espéranto Hodopo).

## Historique
- 31e IF 2014-15 Jülich
- 30e IF 2013-14 Nördlingen
- 29e IF 2012-13 Dortmund
- 28e IF 2011-12 Xanten
- 27e IF 2010-11 Nördlingen
- 26e IF 2009-10 Nördlingen
- 25e IF 2008-09 Düsseldorf
- 24e IF 2007-08 Düsseldorf
- 23e IF 2006-07 Sarrebruck
- 22e IF 2005-06 Trèves
- 21e IF 2004-05 Magdebourg
- 20e IF 2003-04 Kiel
- 19e IF 2002-03 Borken
- 18e IF 2001-02 Magdebourg
- 17e IF 2000-01 Trèves
- 16e IF 1999-2000 Münster
- 15e IF 199899 Sarrebruck
- 14e IF 1997-98 Trèves
- 13e IF 1996-97 Wurtzbourg
- 12e IF 1995-96 Rotenburg
- 11e IF 1994-95 Sensenstein
- 10e IF 1993-94 Sensenstein
- 9e IF 1992-93 Francfort-sur-le-Main
- 8e IF 1991-92 Sensenstein
- 7e IF 1990-91 Sensenstein
- 6e IF 1989-90 Sensenstein
- 5e IF 1988-89 Trèves
- 4e IF 1987-88 Sensenstein

(six ans d'interruption)
- 3e IF 1981-82 Sensenstein dans le cadre du 25e IS
- 2e IF 1980-81 Sensenstein dans le cadre du 24e IS
- 1er IF 1979-80 Schwanberg dans le cadre du 23e IS